# Agneta Rahikainen
Agneta Rahikainen, född 1963 i Helsingfors, är en finlandssvensk litteraturvetare och fackförfattare.
Agneta Rahikainen disputerade med en doktorsavhandling om Edith Södergran år 2014. Hon arbetar som marknadsföringschef för Svenska litteratursällskapet i Finland (SLS).
Agneta Rahikainen skriver också böcker och är expert på biografisk forskning. Som fackförfattare är hon speciellt intresserad av poeter och andra historiska personer och fokuserar på att ge dem rättvisa och krossa författarmyter.
Agneta Rahikainen har varit anställd vid Svenska litteratursällskapet sedan 1991. Hon började vid litteratursällskapets arkiv, där hon bland annat arbetade som förste arkivarie. År 2005 började hon arbeta med PR och kommunikation.

## Pris
- Statens pris för informationsspridning, 2003[1]
- Svenska Akademien, 2009, belöningar ur Akademiens egna medel[3]
- Svenska litteratursällskapet i Finland, 2010, pris ur Carl Gustaf Estlanders minnesfond för boken Jag är ju utlänning vart jag än kommer[4]
- Svenska litteratursällskapet i Finland, 2015 för boken Kampen om Edith. Biografi och myt om Edith Södergran[1]
- Samfundet De Nios julpris 2023[5]